# Brassia helenae
Brassia helenae là một loài thực vật có hoa trong họ Lan. Loài này được Rchb. ex Linden mô tả khoa học đầu tiên năm 1881.